# Santo Amaro do Maranhão
Santo Amaro do Maranhão är en kommun i Brasilien.   Den ligger i delstaten Maranhão, i den nordöstra delen av landet, 1 600 km norr om huvudstaden Brasília. Antalet invånare är 13 821.
Omgivningarna runt Santo Amaro do Maranhão är huvudsakligen savann. Runt Santo Amaro do Maranhão är det mycket glesbefolkat, med 5 invånare per kvadratkilometer.